# Serra del Jordal

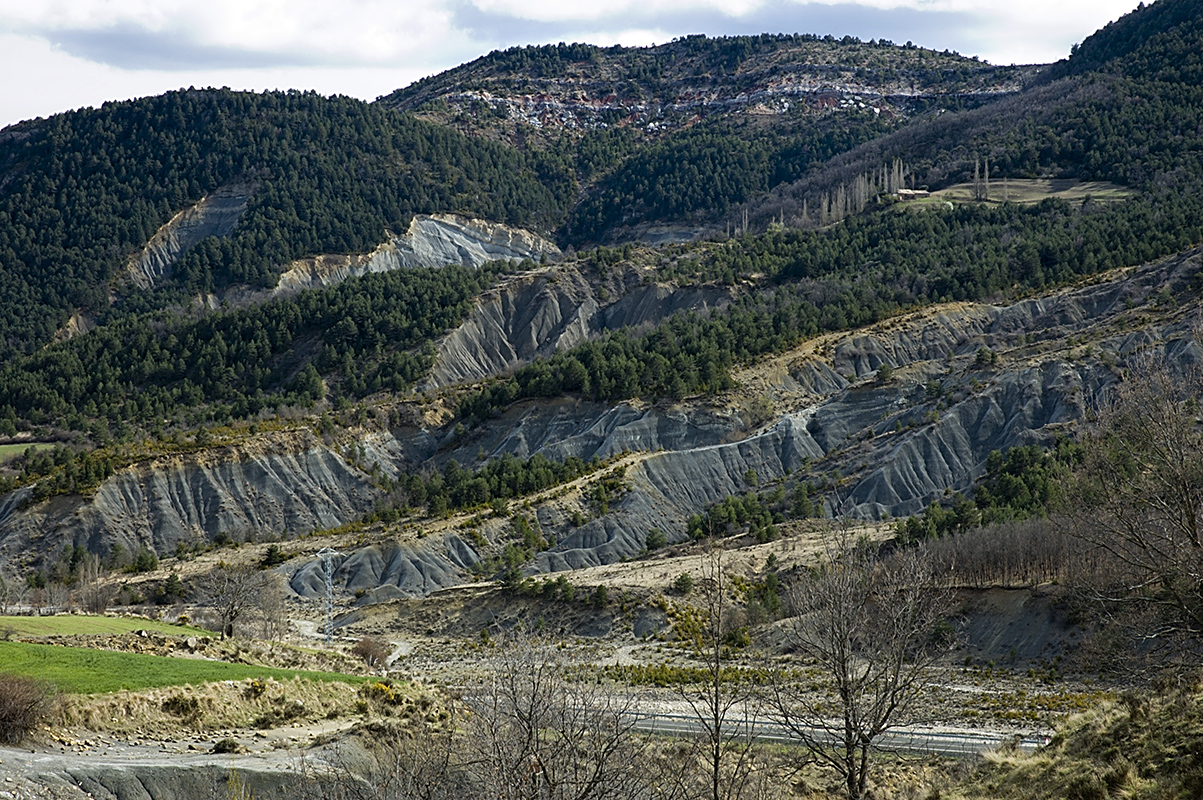
Margues a l'obaga de la Serra del Jordal, sota La Quadreta i el riu de Vilacarle; i al nord-est de la Penya de Rin de la Carrasca (Prepirineus)

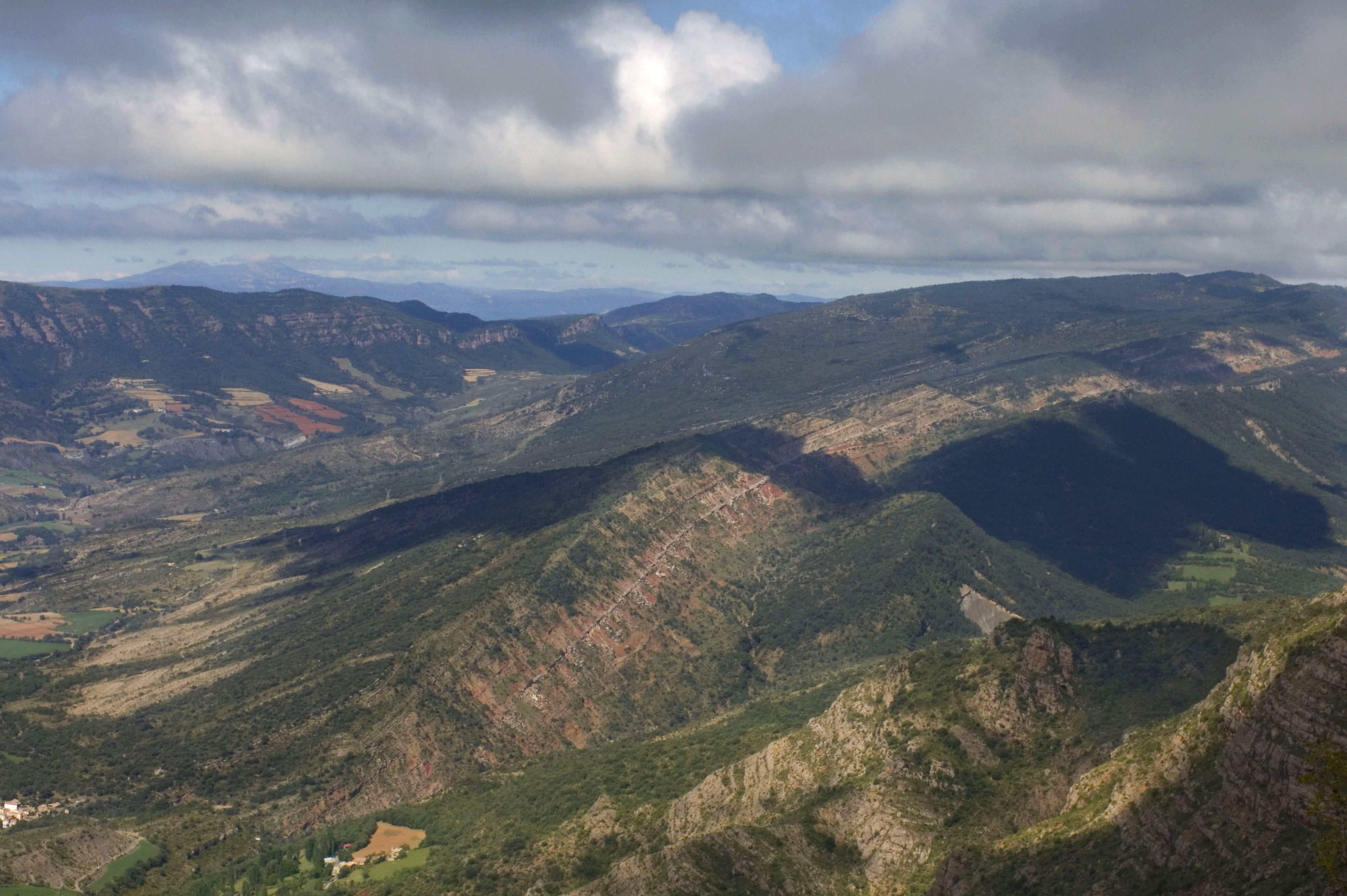
Serra del Jordal vista des de la serra de Sis. A l'esquerra es veu també la serra d'Esdolomada i els prats de cultiu d'Esdolomada.

La Serra del Jordal està ubicada al nord-oest de la Pobla de Roda i del riu Isàvena, al nord-est de la Riera de Vacamorta, al sud-oest de la riu de Vilacarle, al sud d'Espluga, Piniello i Sala, a l'oest del riu Isàvena i de la Serra de Sis; i a l'est del riu Éssera i de Serra Ferrera. L'altura màxima d'aquesta serra és de 1.553 metres al pic del Jordal que dona nom a tota la serra.

## Geologia
Formada per l'arenisca d'Arén de finals del Cretaci junt amb les calcàries de la base del Terciari. Aquesta serra forma part d'una serralada de 45 quilòmetres de longitud que comprèn Penya Montanyesa, al nord de L'Aïnsa, Serra Ferrera i l'Obago-Jordal. Dins dels sector del Turbó, zona pirenaica on s'observa l'inici de l'orogènia alpina a finals del Cretaci, marcant el principi de la convergència entre les plaques Ibèrica i Europea. El Jordal junt al Cotiella, el Turbó, la Serra de Xia, Baciero i Cerbín forma part dels massissos cretacis i d'un important modelatge Càrstic.

## Nuclis urbans

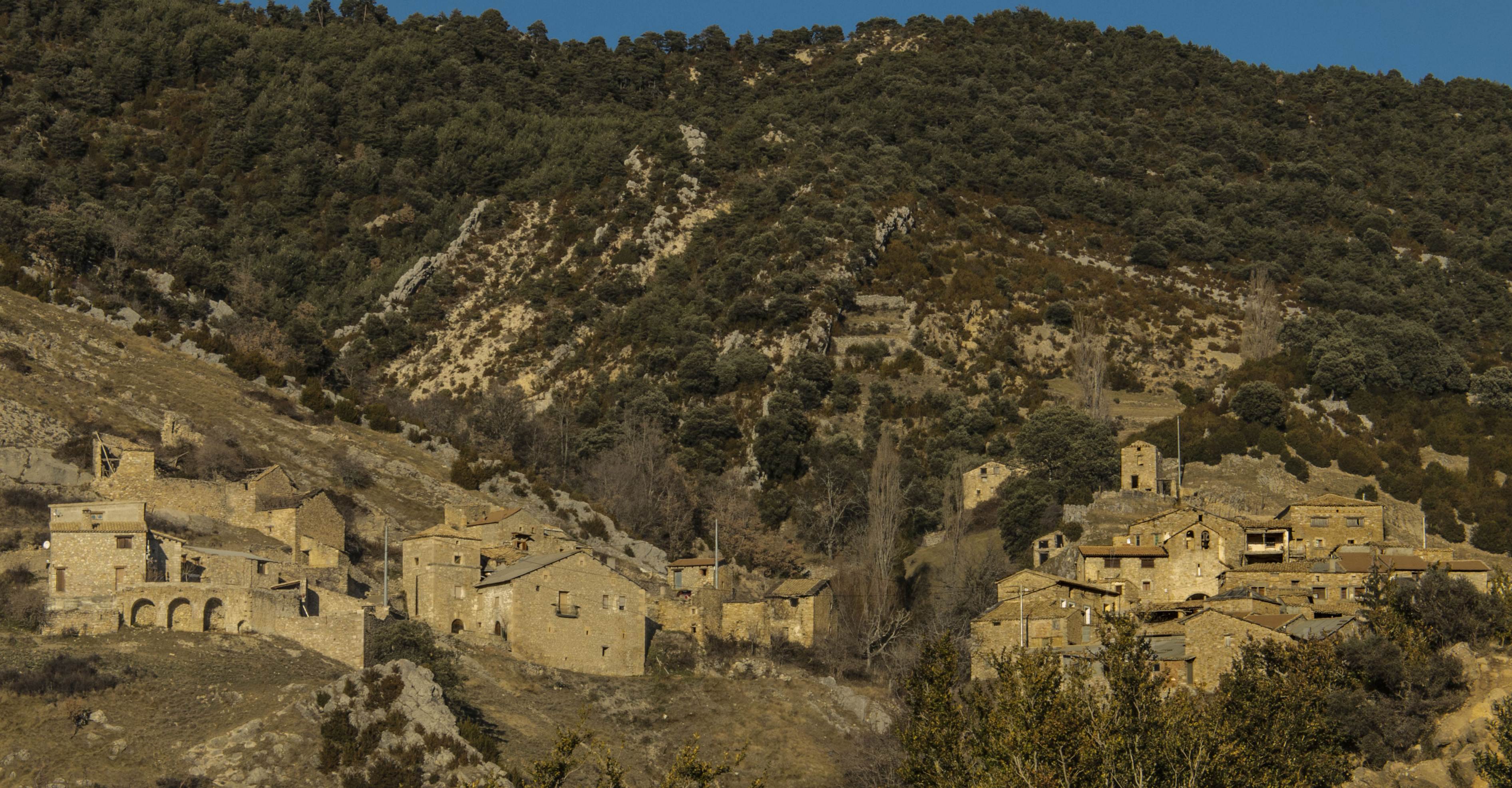
Merli

Políticament pertany a la Baixa Ribagorça. Són molt pocs els nuclis urbans en aquesta serra. Els municipis d'Isàvena, Foradada de Toscar, la Vall de Lierp i Tor-la-ribera tenen dins dels seus termes part d'aquesta serra.
- Al sud:
  - Merli.[6] És un poble del municipi d'Isàvena, a la Baixa Ribagorça de l'Aragó. Està a 1.250 metres d'altitud sobre el nivell del mar, a la capçalera de la vall de Vacamorta i al vessant meridional de la Serra del Jordal.[7]

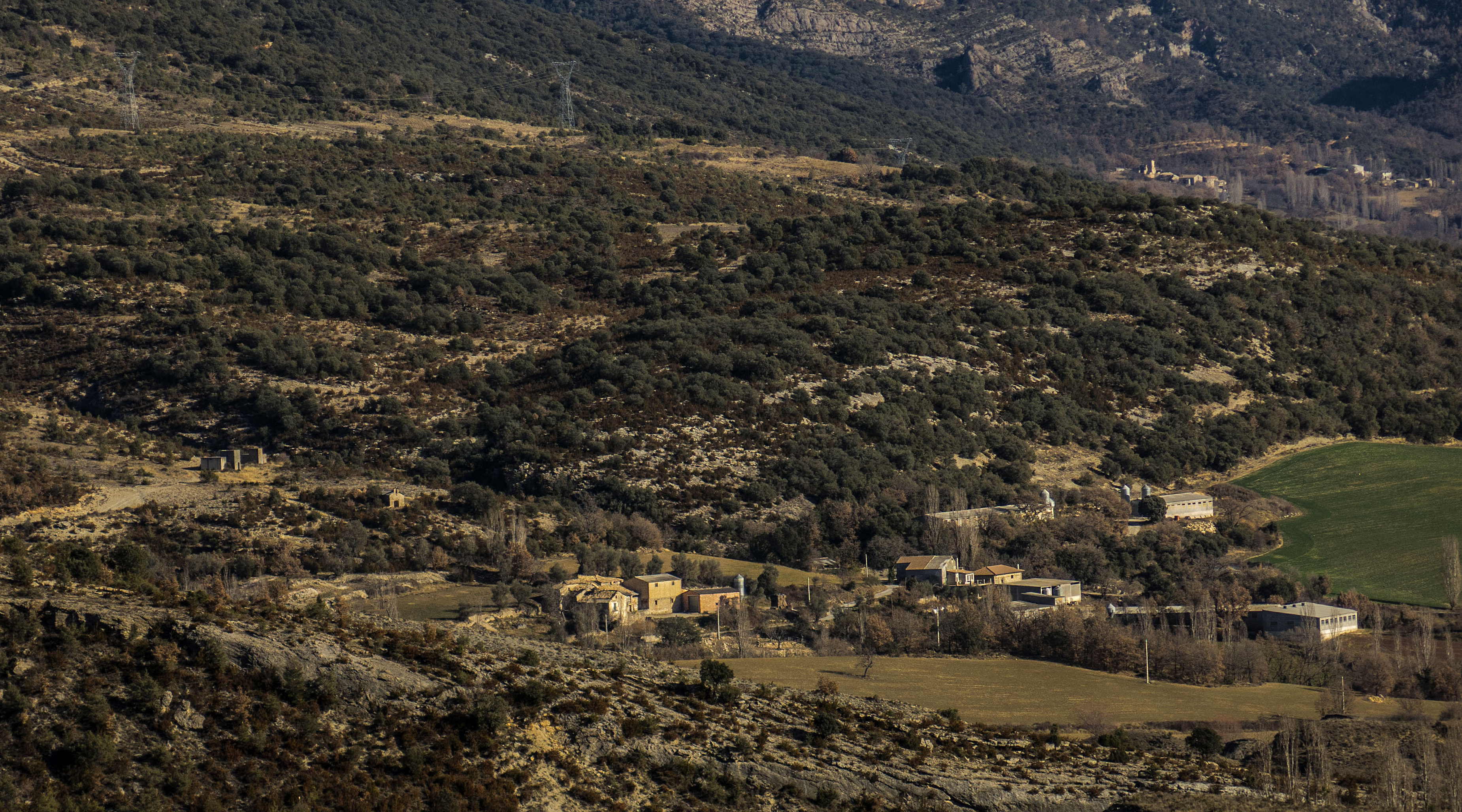
Carrasquer

- - Carrasquer. Poble del terme d'Isàvena, situat al nord de la Pobla de Roda.[8]
- A la part superior de la serra:
  - Rin de la Carrasca.[9] El despoblat de Rin està situat a 1.274 metres d'altitud.[10] Merli està una mica per sota, a 1.250 metres d'altitud, a la capçalera de la vall de Vacamorta.
- Al nord:
  - Piniello. Llogaret del municipi de la Vall de Lierp.[11]
  - Sala, de la Vall de Lierp.[12] Fora de la jurisdicció dels castells hi havia també dominis i possessions senyorials: domus, turris, fortia, sala o stadium. Eren simplement torres o fortaleses de defensa, o cases pairals importants, l'edifici constava només d'una gran sala de recepció, gairebé sempre de domini alodial.[13]
  - Espluga. Llogaret situat a 915 metres d'altitud del municipi de la Foradada de Toscar, situat a l'esquerra del barranc d'Espluga (afluent per l'esquerra del Rialbo).[14]
- Al vessant nord-oest: 
  - Hi ha també diverses cases aïllades dels nuclis urbans, com la casa la Cuadreta al vessant nord-oest.

## Climatologia
Les mitja anual de temperatures en aquest sector prepirenaic està al voltant dels 12 °C. A Campo, que està a l'oest, la màxima registrada són 37 °C i la mínima -15 °C. A Serradui, que està a l'est del Jordal, la màxima registrada són 35 °C i la mínima són -7,5 °C.
Respecte a les precipitacions, és en Primavera quan plou més. El registre de Campo indica una pluviometria anual entre 970,2 i 1155,6 litres i el de Serradui 606,8 litres anuals.

## Activitat econòmica
La vida a la serra està organitzada entre l'agricultura i la ramaderia. El pastoreig, l'agricultura i la recol·lecció són les activitats més comunes. La transhumància actual, buscant les pastures prepirenaiques del Turbó, utilitzen la cabanera del Jordal (Cabanera Reial de la Portella) entre la Pobla de Roda i Vilacarle.